# Riario (família)

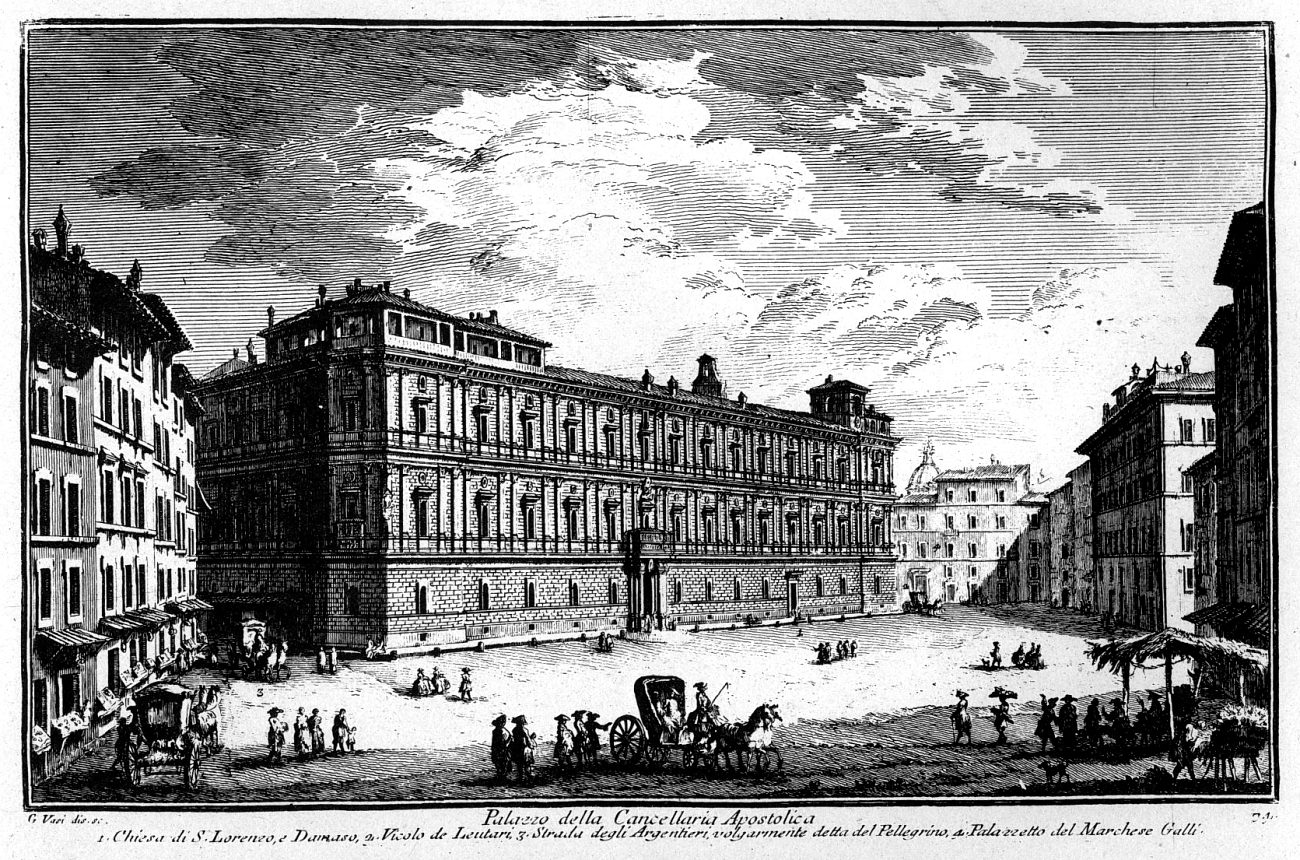
Palau Riario a Roma

Riario (Família italiana de Savona a la Ligúria)
Pel casament amb Blanca della Rovere, germana del llavors papa Sixt IV, adquirí importància. El seu fill Pietro, es feu franciscà. El seu germà Girolamo, fou nomenat pel papa el 1472 comte de Bosco i va contraure matrimoni amb Caterina, filla natural del duc Galeazzo Maria Sforza de Milà.
A aquesta família també i pertanyent Rafaele, Alessandro i el mariner i compositor, Giovanni Riario Sforza.